# Keleti szürkemókus

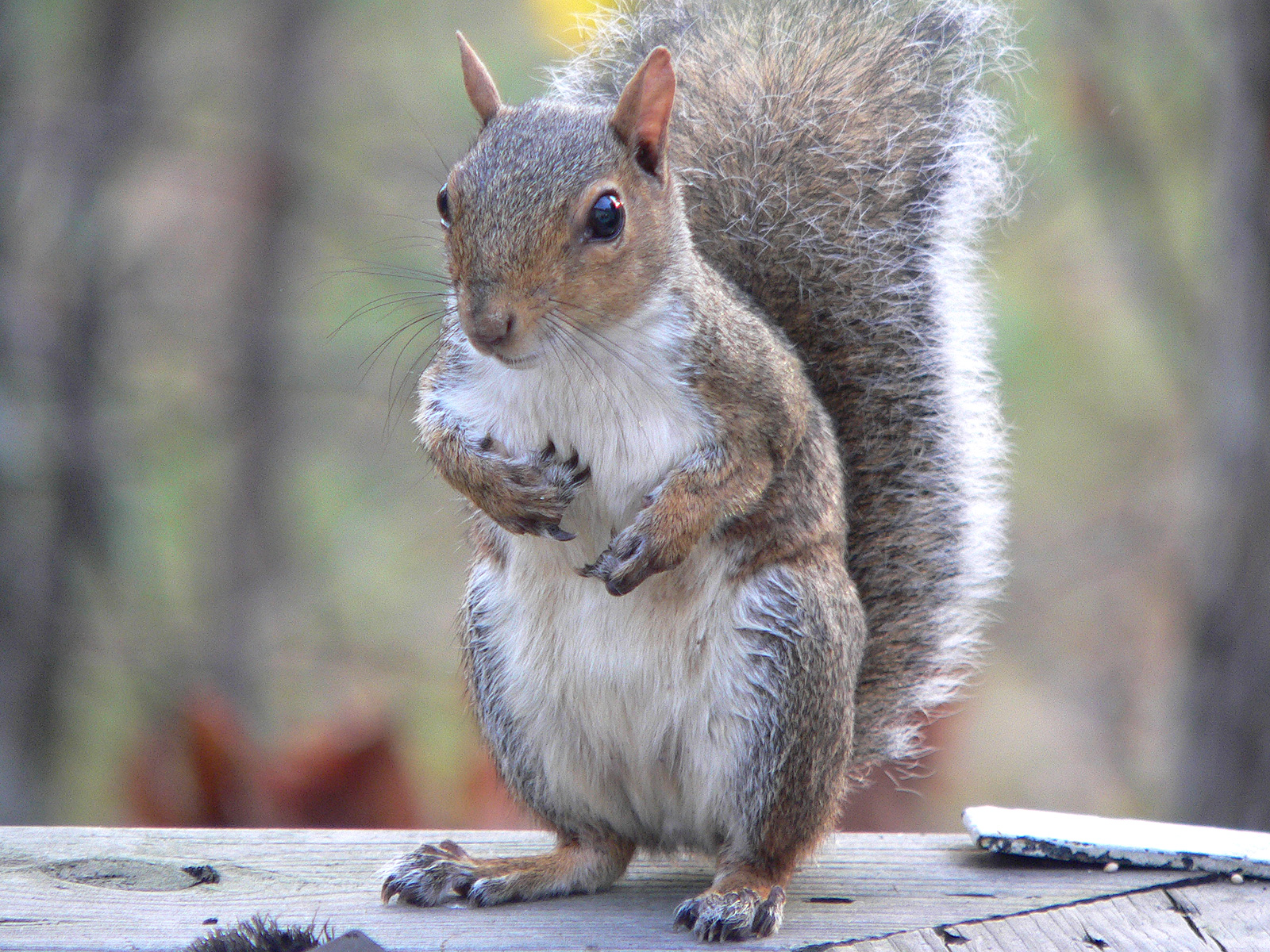

A keleti szürkemókus (Sciurus carolinensis) az emlősök (Mammalia) osztályának rágcsálók (Rodentia) rendjébe, ezen belül a mókusfélék (Sciuridae) családjába tartozó faj.

## Előfordulása
A keleti szürkemókus eredetileg Észak-Amerika keleti részén volt honos, de meghonosították az Amerikai Egyesült Államok egyes nyugati államaiban (Washington, Oregon és Kalifornia) valamint Angliában, Írországban és Dél-Afrikában is. A keleti szürkemókusokat ma nem fenyegeti veszély. Észak-Amerikában állományukat a sportlövészek csökkentik, Angliában számukat méreg- és csapdakihelyezéssel szabályozzák az erdei ültetvényeken.

### Angliai meghonosodása
1889-ben 350 keleti szürkemókust telepítettek be az angliai Bedfordshire grófságba. Ezek hamarosan megszokták új környezetüket, és olyan gyorsan szaporodtak, hogy számuk egy évszázaddal később már milliókra rúgott. Ily módon kiszorították az európai mókust, és a múlt század közepén úgy tűnt, hogy ez a faj a szürkemókus-áradat miatt teljesen ki fog veszni Angliából. De nem így történt, a terjeszkedés abbamaradt, és a hatvanas években olyannyira állandósultak  a szürkemókus lakta területek, hogy ma már a két faj együttéléséről beszélhetünk. A nagyobb és erősebb keleti szürkemókus elsősorban a síksági lombos erdőkből és a városi parkokból szorította ki őshonos rokonát, de a magasabban fekvő hegyvidékeken, ahol hűvösebb az időjárás, és többségben vannak a fenyőfélék, továbbra is uralkodó maradt az európai mókus. A két, egymásra testfelépítés és életmód szempontjából igen hasonló faj, úgy tűnik, nem képes tartósan együtt élni ugyanazon a területen. Élőhelyük alapján elkülönülnek egymástól, ahogy ez a természetben más fajoknál is előfordul. Így a keleti szürkemókus betelepítése azon kevés esetek egyike, amikor az őshonos faj nem pusztult ki teljesen, hanem csak részlegesen visszaszorult.

## Alfajai
- Sciurus carolinensis carolinensis Gmelin, 1788
- Sciurus carolinensis extimus Bangs, 1896
- Sciurus carolinensis fuliginosus Bachman, 1839
- Sciurus carolinensis hypophaeus Merriam, 1886
- Sciurus carolinensis pennsylvanicus Ord, 1815

## Megjelenése
Az állat testhossza 23-30 centiméter, farokhossza 20-25 centiméter, testtömege 350-800 gramm. Mint ahogy neve is mutatja, bundájának színezete szürke. Hasi része világosabb vagy fehér. Egyes példánynak az ágyékán barnás elszíneződés figyelhető meg. A szürkemókusok az ugráshoz hosszú hátsó és rövid mellső lábbal rendelkeznek. Hátsó lábuk erős felépítésű, hogy könnyen tudjanak a fán fejjel előre fel- és lemászni. Az elülső lábakon négy vékony ujjacska van, melyek végén éles karmok találhatók. Segítségükkel a mókus mászáskor jól tud a fák kérgébe kapaszkodni. A hátsó lábai hosszabbak, mint a mellsők, és öt, karomban végződő ujjacska van rajtuk. A vastag, bozontos farok a mókus számára fontos segédeszköz, mellyel egyensúlyát akkor is képes megtartani, amikor a fakorona gyenge, elhajló ágain ugrál. Fülén nem találunk hosszabb szőrpamacsot.

## Életmódja
A keleti szürkemókus fákon él. Téli álmot nem alszik. Ebben az időszakban különösen sok hajtásról hámozza le a háncsot, az erdészek ezért is neheztelnek rá annyira. Tápláléka a fák magvaiból áll, különösen a lucfenyőt, a bükköt és a vörösfenyőt kedveli, de a nyírfa háncsát és rügyeit is elfogyasztja. Az állat 3-4 évig él.

## Szaporodása
Az ivarérettséget 11 hónapos korban éri el. A párzási időszakban egy nőstény köré több hím gyűlik össze, melyek hátsó lábaikkal kopognak a fa kérgén és csettintenek, hogy magukra hívják a figyelmet. Nincs szigorúan vett szaporodási időszaka, általában csak szeptembertől decemberig nem születik utód. A párok csak rövid ideig maradnak együtt. A hím nem vesz részt a kicsinyek nevelésében. A vemhesség körülbelül 44 napig tart, ennek végén rendszerint 3 utód jön a világra, de 9 is előfordulhat. Körülbelül 10 hetes korukban következik be az elválasztás, és egy hónappal később elhagyják anyjukat. A nőstények egy évben kétszer-háromszor is ellhetnek.

## Rokon fajok
Az európai mókus (Sciurus vulgaris) közeli rokona a keleti szürkemókusnak.

## Képek

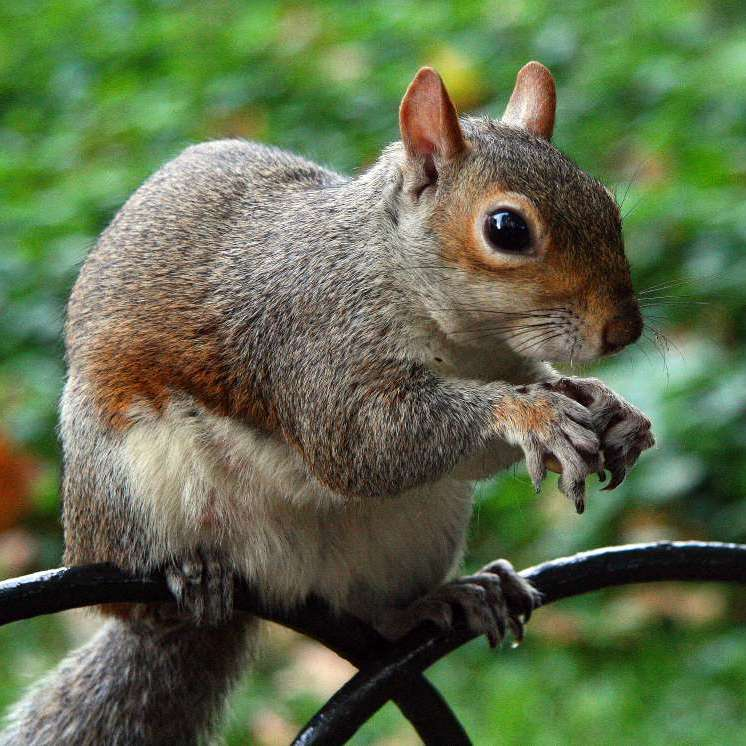
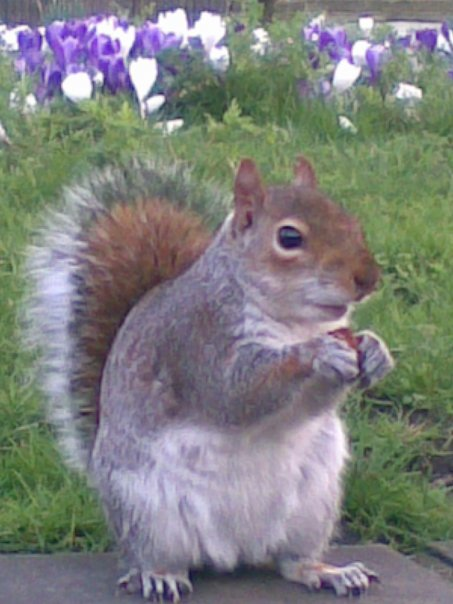
Csokoládét rágcsáló keleti szürkemókus London egyik parkjában
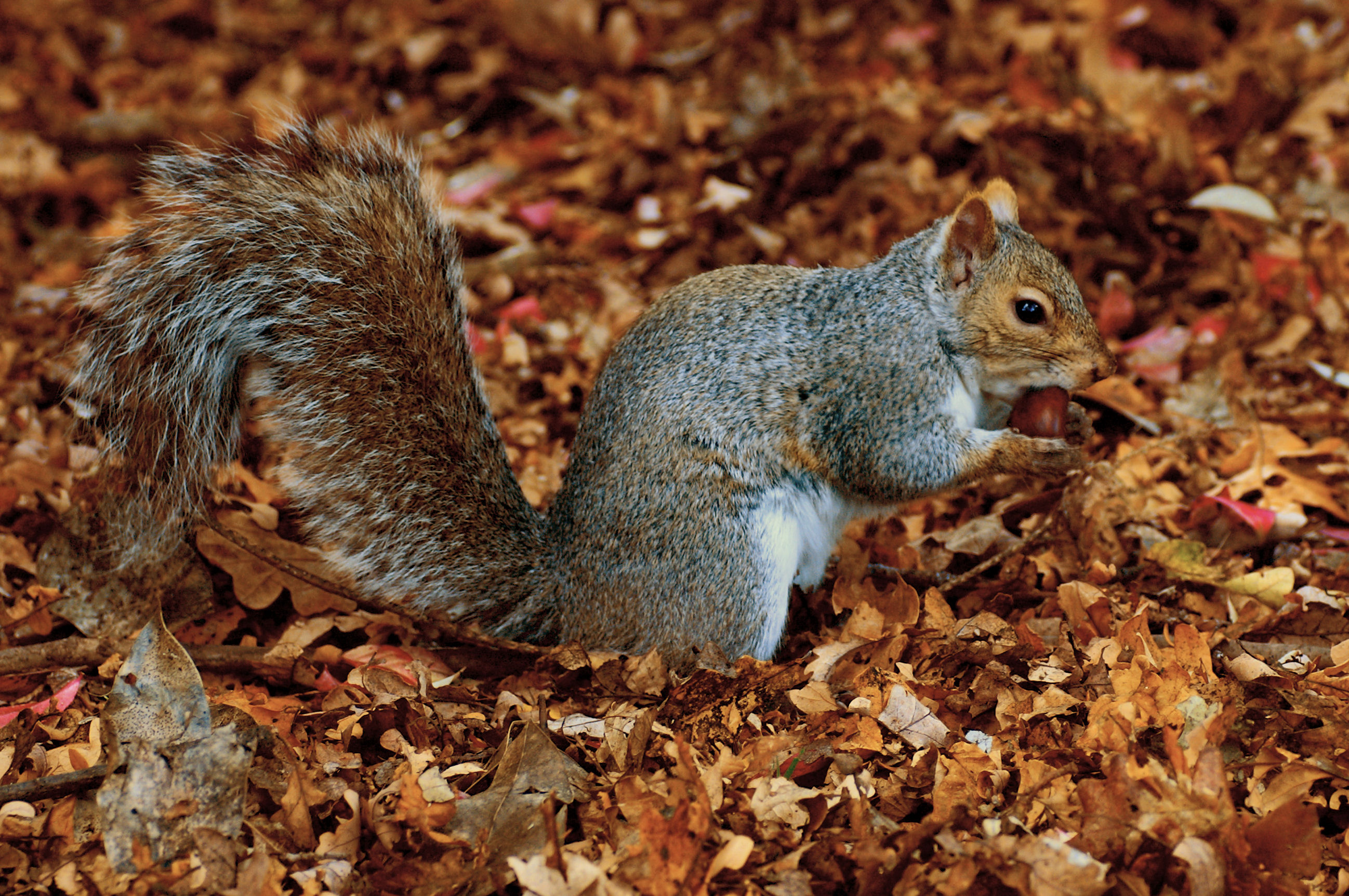
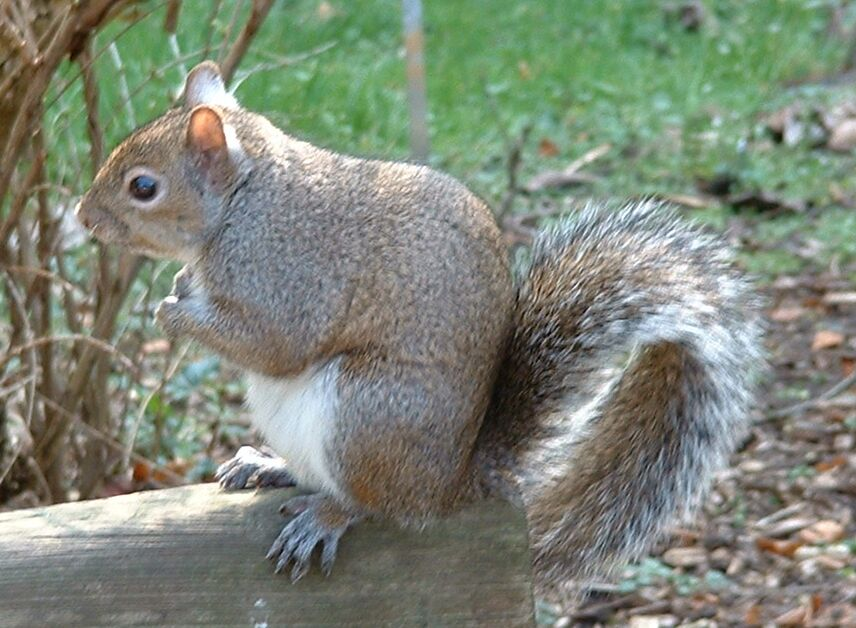
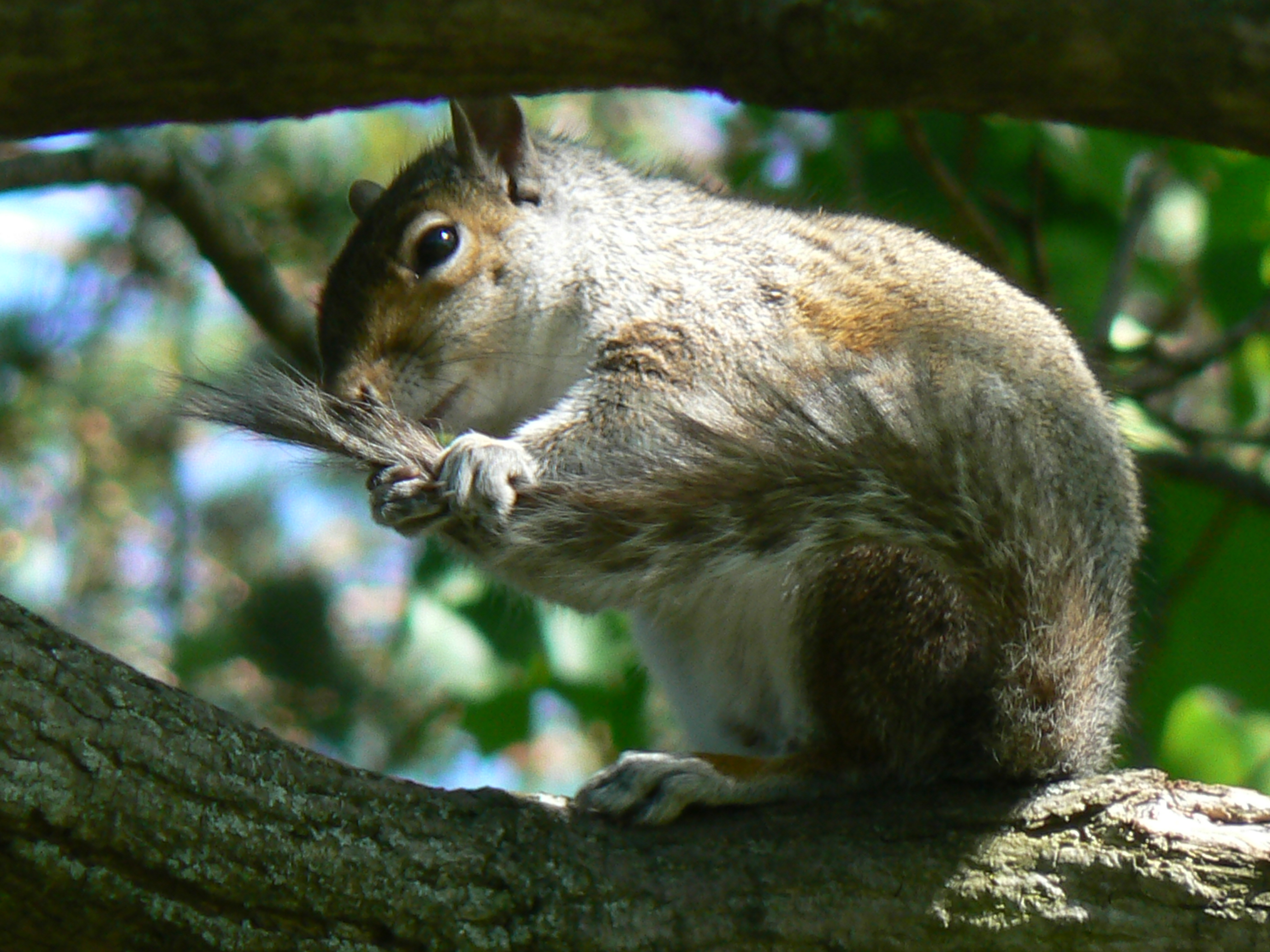
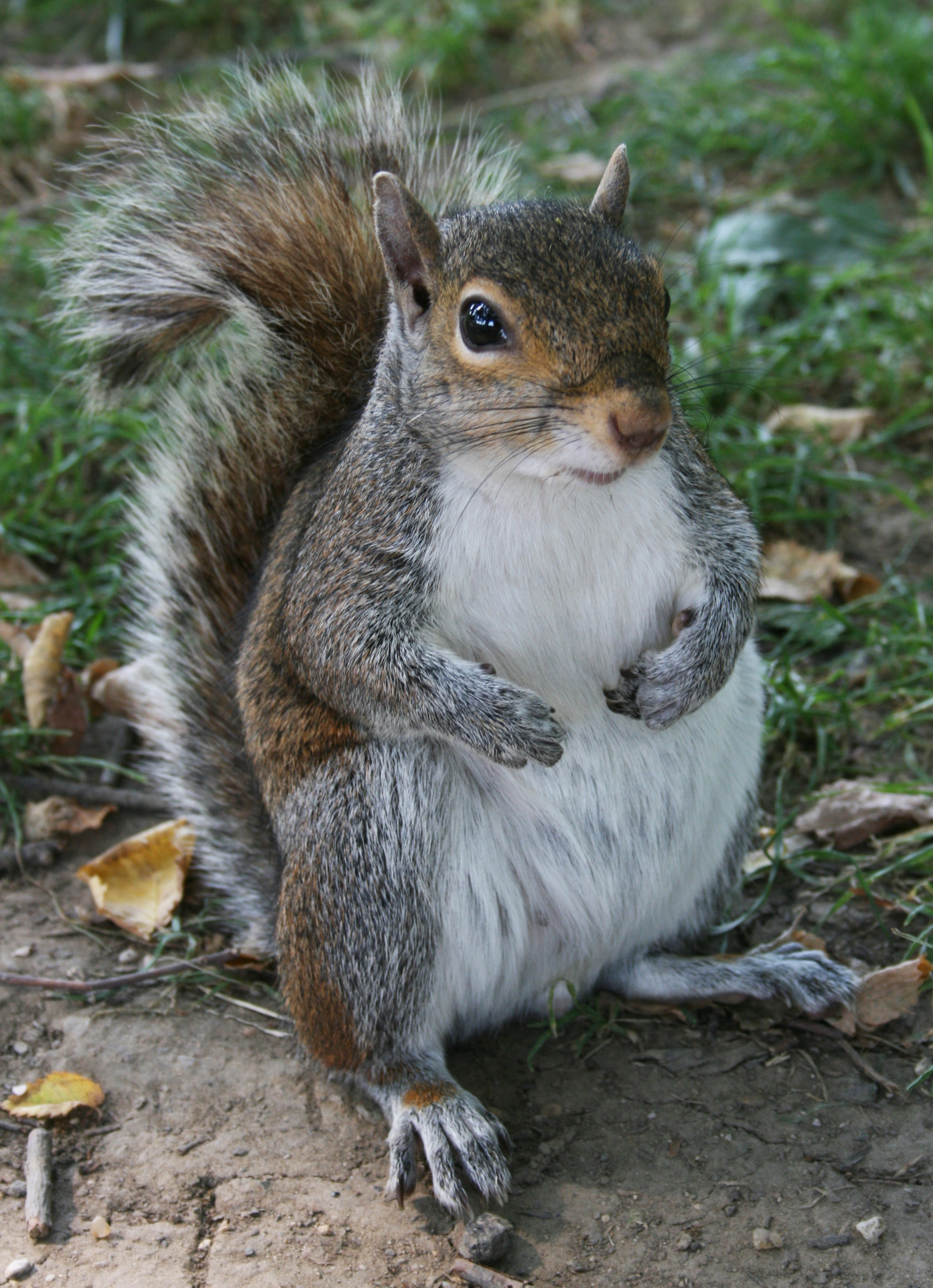
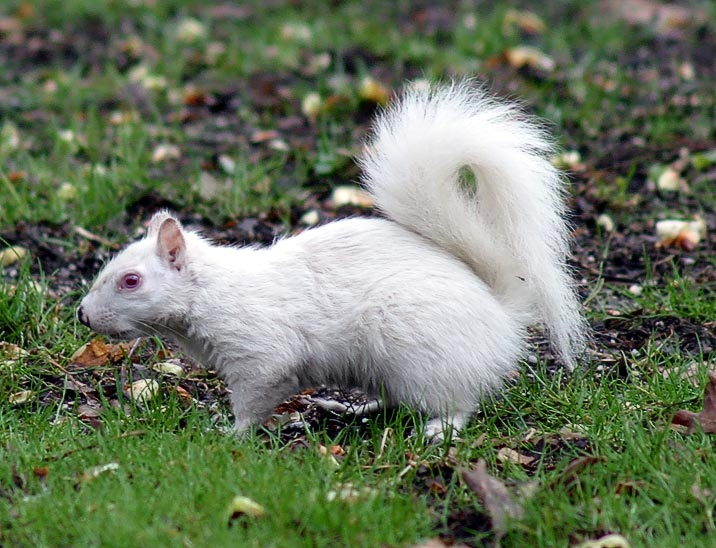
Albínó szürkemókus, Apple Valley, Minnesota
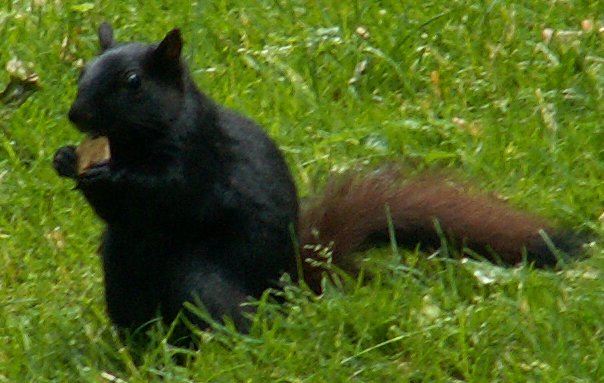
Fekete színű színváltozat
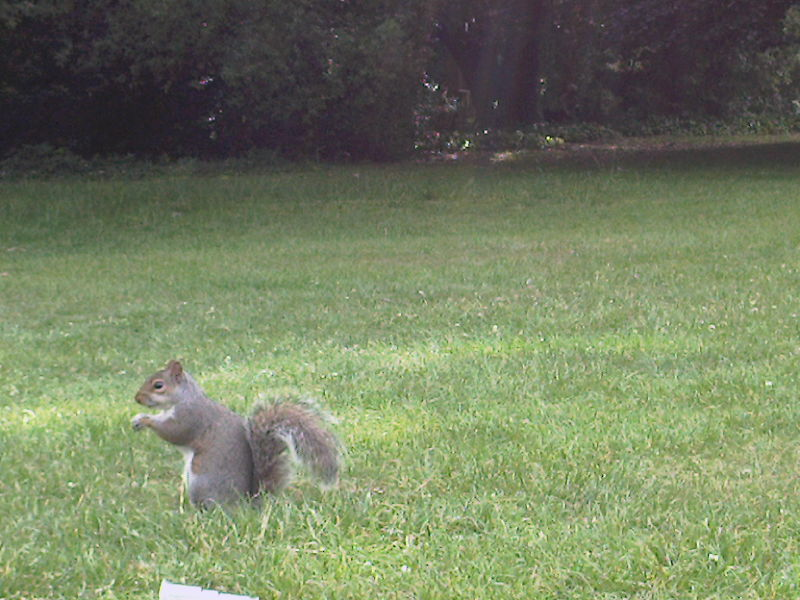
Keleti szürkemókus egy angliai parkban
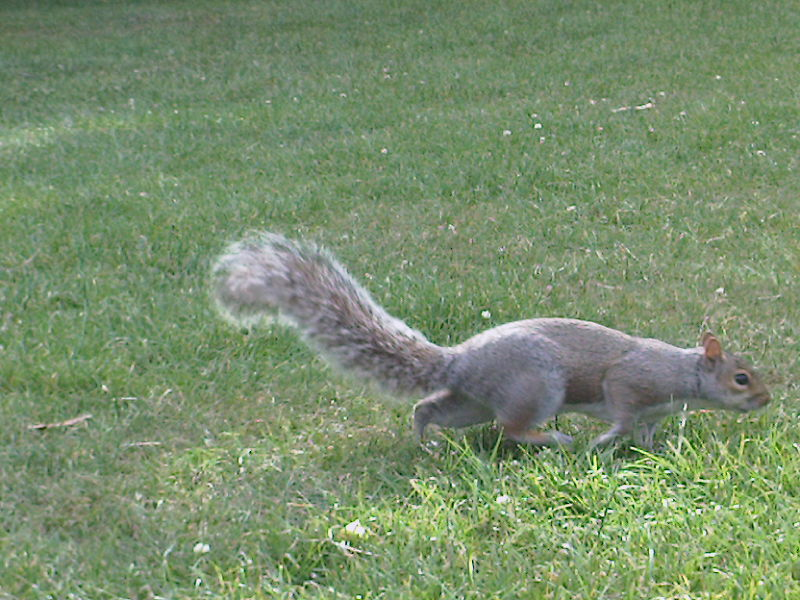
Surranó keleti szürkemókus